# Ja'akov Nicani
Ja'akov Nicani (hebrejsky: יעקב ניצני, rodným jménem Ja'akov Čečik, žil 6. prosince 1900 – 15. září 1962) byl sionistický aktivista, izraelský politik a poslanec Knesetu za stranu Mapaj.

## Biografie
Narodil se v Plovdivu v Bulharsku. V Bulharsku vystudoval střední školu a Sofijskou univerzitu. V letech 1920–1925 pracoval jako učitel. V roce 1935 přesídlil do dnešního Izraele. Zde absolvoval hebrejský učitelský seminář.

## Politická dráha
Byl zakladatelelem sionistických hnutí Poalej Cijon a ha-Šomer ha-ca'ir v Bulharsku. Byl generálním tajemníkem sionistické organizace v Bulharsku. Po přesídlení do dnešního Izraele působil jako tajemník oddělení pro orientální Židy při odborové centrále Histadrut. Angažoval se při absorpci Židů z Bulharska, Řecka a Turecka. Zasedal ve výkonném výboru Histadrutu a v ústředním výboru strany Mapaj. Byl členem sekretariátu zaměstnanecké rady v Tel Avivu. Roku 1951 zakládal Světovou federaci sefardských komunit.
V izraelském parlamentu zasedl po volbách v roce 1951, do nichž šel za Mapaj. Mandát získal ovšem až dodatečně, v prosinci 1952, jako náhradník. Byl členem parlamentního výboru pro ekonomické záležitosti a výboru pro veřejné služby. V Knesetu se objevil i po volbách v roce 1955, kdy opět kandidoval za Mapaj. I tentokrát ale křeslo poslance získal až dodatečně, v listopadu 1955, jako náhradník poté co rezignoval poslanec Ja'akov Šimšon Šapira. Byl členem parlamentního výboru pro ekonomické záležitosti, výboru pro vzdělávání a kulturu, výboru House Committee a výboru pro veřejné služby. Ve volbách v roce 1959 mandát neobhájil.